# Eigil Bryld
Eigil Bryld (Odense, 27 februari 1971) is een Deense cameraman (director of photography).

## Biografie
Eigil Bryld groeide op in Denemarken. In 1992 behaalde hij een diploma in film- en videoproductie aan Gwent College in Wales. Hij werkte een tijdje als camera-assistent en reclamemaker in Londen alvorens naar Brooklyn te verhuizen. Hij is getrouwd met de Deense schrijfster Naja Marie Aidt.

## Carrière
Hij is vooral actief in de Amerikaanse en Britse film- en televisiesector. Zo was hij de director of photography voor films als In Bruges (2008) en Ocean's 8 (2018). In 2013 won hij een Emmy Award voor zijn camerawerk in de tv-serie House of Cards (2013–2018).

## Filmografie

### Film
- Den attende (1996)
- Dazlak – Skinhead (1997)
- Besat (1999)
- Wisconsin Death Trip (1999)
- At the End of the World (2000)
- Before the Storm (2000)
- Charlie Butterfly (2002)
- To Kill a King (2003)
- Oh Happy Day (2004)
- Kinky Boots (2005)
- The King (2005)
- Pu-239 (2006)
- Becoming Jane (2007)
- In Bruges (2008)
- Paper Man (2009)
- Not Fade Away (2012)
- Tulip Fever (2017)
- Ocean's 8 (2018)
- The Report (2019)
- No Hard Feelings (2023)

### Televisie
- Crime and Punishment (2002)
- You Don't Know Jack (2010)
- House of Cards (2013) (9 afleveringen)
- Crisis in Six Scenes (2010) (6 afleveringen)
- Tilda (2011)
- The Wizard of Lies (2017)
- The Loudest Voice (2019) (4 afleveringen)